# Teufelshöhle (Kremsmünster)
Die Teufelshöhle  (Katasternummer 1674/1) ist eine Höhle in der Marktgemeinde Kremsmünster im Bezirk Kirchdorf in Oberösterreich.

## Lage
Die Höhle befindet sich in der Teufelsleiten, einem kleinen Seitental rechts der Krems, etwa 2,2 km südlich vom Stift Kremsmünster in 414 m ü. A..

## Teufelshöhle
Die Höhle ist 33 m lang und liegt im Deckenschotter. Etwa 50 m südöstlich liegen zwei weitere Höhlen, die ebenfalls als Teufelshöhle bezeichnet werden. Laut Höhlenkataster sind dies die Konglomerathöhle I (Kat. Nr. 1674/2) und Konglomerathöhle II (Kat. Nr. 1674/3). In diesen Höhlen finden sich Tropfsteine und kleine Sinterbecken. Zwischen den beiden Höhlen hat der Schäffelbach eine Kalktuffnase gebildet. Im Eingangsbereich der Höhlen lebt die Große Höhlenspinne (Meta menardi). Die Höhlen sind über den Rundwanderweg 40 / Tempetal erreichbar.

## Geschichte
Die Höhle ist Gegenstand einer Volkssage.

„In der Teufelshöhle bei Kremsmünster sahen Leute öfter seltsam geformtes Geschirr, konnten aber nie dazu kommen. Ein Student, der es versuchte, fand nur mit Mühe heraus. Kinder, die Erdbeeren pflückten, wurden einst durch heftiges "Rodeln" unter den Füßen erschreckt. Auch sollen um die Höhle Flämmchen herumgeflogen sein. Vor 100 Jahren zeigte man noch den Stein, in den der Teufel seine "Pratzen" eingedrückt hatte.“